# Oscar Lagrou

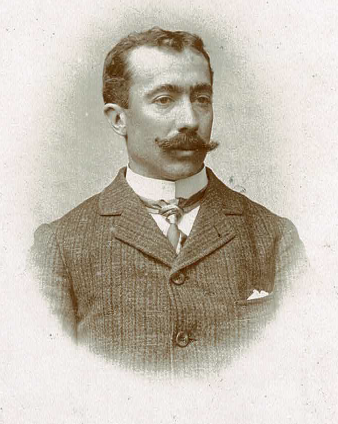
portret van Oscar Lagrou door fotograaf Gustaaf Pieters, Roeselare (omstreeks 1910).

Oscar Lagrou (Gits, 28 augustus 1877 – 19 september 1935) was uitbater van gasthof 'De Engel' en zaakvoerder van koffie- en cichoreibranderij 'Excelsior' in Gits, West-Vlaanderen, België. Oscar Lagrou was tevens stichtend lid en voorzitter van wielersportvereniging K.S.V. De Bie Gits.

## Levensloop
Oscar Lagrou was de zoon van Richard Lagrou (1836 - 1902), handelaar in hoornvee, en Louise Meersseman (1848 - 1927), eigenares en uitbaatster van afspanning en herberg 'Gasthof De Engel' op de hoek van de Grijspeerdstraat en de Leenbosstraat te Gits. Oscar had twee zussen en drie broers: Emiel (1871 - 1966), Melanie (1873 - 1946), Alfons (1874 - 1897), Arsène (1876 - 1935) en Marie (1879 - 1919). Oscars oudste broer, Emiel Lagrou, was handelaar in hoornvee en uitbater van gasthof 'Land van Belofte' langs de Bruggesteenweg te Gits.
Na het doorlopen van de lagere school te Gits trok Oscar naar Roeselare waar hij, na een voorbereidend jaar aan het 'Institut Saint-Michel', de humaniora aanvatte in het College Klein Seminarie tijdens het schooljaar 1892-1893. In zijn derde jaar (1894-1895) behaalde Oscar de eerste prijs voor het vak Nederlands. Oscar nam op het college actief deel aan de zittingen van de 'Lettergilde', waar de leerlingen zelfgeschreven Nederlandstalige teksten voordroegen voor hun medeleerlingen en leerkrachten. Oscar verliet echter vroegtijdig het college na het tweede trimester van zijn zesde jaar, in het voorjaar van 1898. Oscar bouwde tijdens zijn collegejaren een hechte vriendschap op met Philippe Dupon (Diksmuide, 15 april 1878 - Schoten, 26 september 1935), ere-apotheker van Brugge en laatste apotheker van de Brugse Armenapotheek.
Na zijn collegejaren en tot aan het uitbreken van de Eerste Wereldoorlog werkte Oscar mee met zijn moeder in gasthof 'De Engel', waar het gezin Lagrou-Meersseman ook een kleinhandel uitbaatte van cichorei, meststoffen, veevoeders, zaden, kolen en wijn .

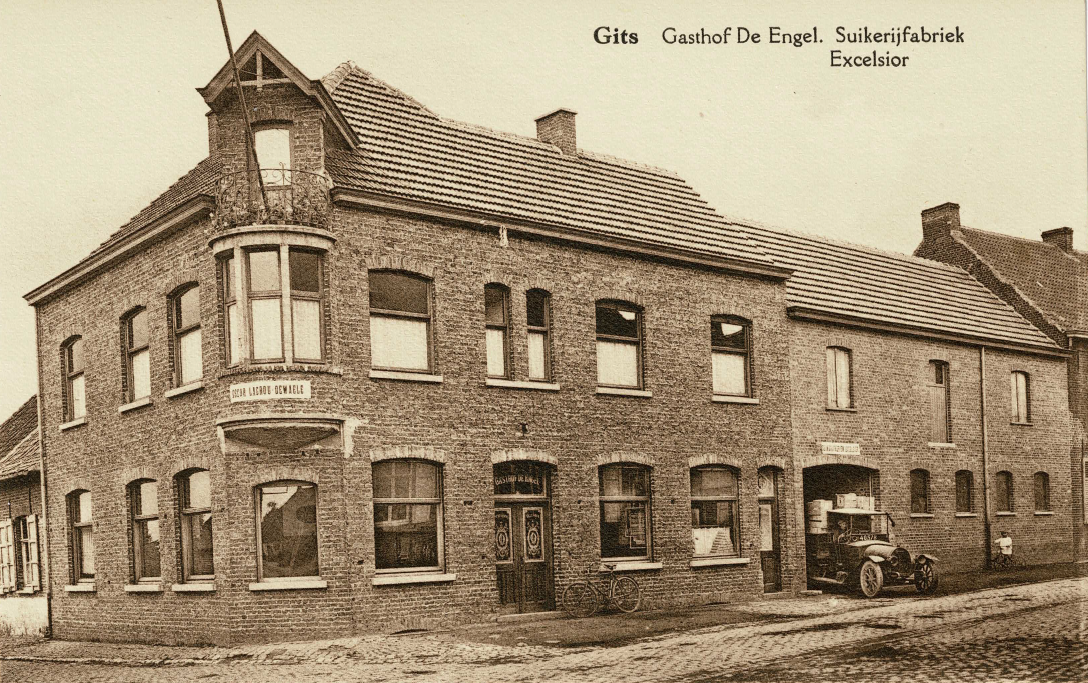
Gasthof De Engel medio jaren 1920.

Bij de Duitse inval te Gits op Schuwe Maandag 19 oktober 1914 werd een 70-tal mannelijke inwoners van Gits door de Duitsers gegijzeld. Deze Gitsenaren werden gedwongen om de Duitse troepen als een levend schild voorop te gaan richting Staden. Oscar Lagrou was één van hen. Hij raakte gewond aan de linkerhand, maar kon ontsnappen en bereikte Gits op woensdag 21 oktober.
Eind oktober 1914 vluchtte Oscar via Sluis naar Sheffield in het Verenigd Koninkrijk, in het gezelschap van onder andere dorpsgenoot Eugene Compernolle (Gits, 1860 - 1920). In Sheffield werkten zij mogelijk  voor Simplex Motor Works, een bedrijf dat automobielen vervaardigde voor onder meer het Belgische leger. Tussen 1916 en 1920 baatte Oscar te Sheffield een varkensslagerij uit. 

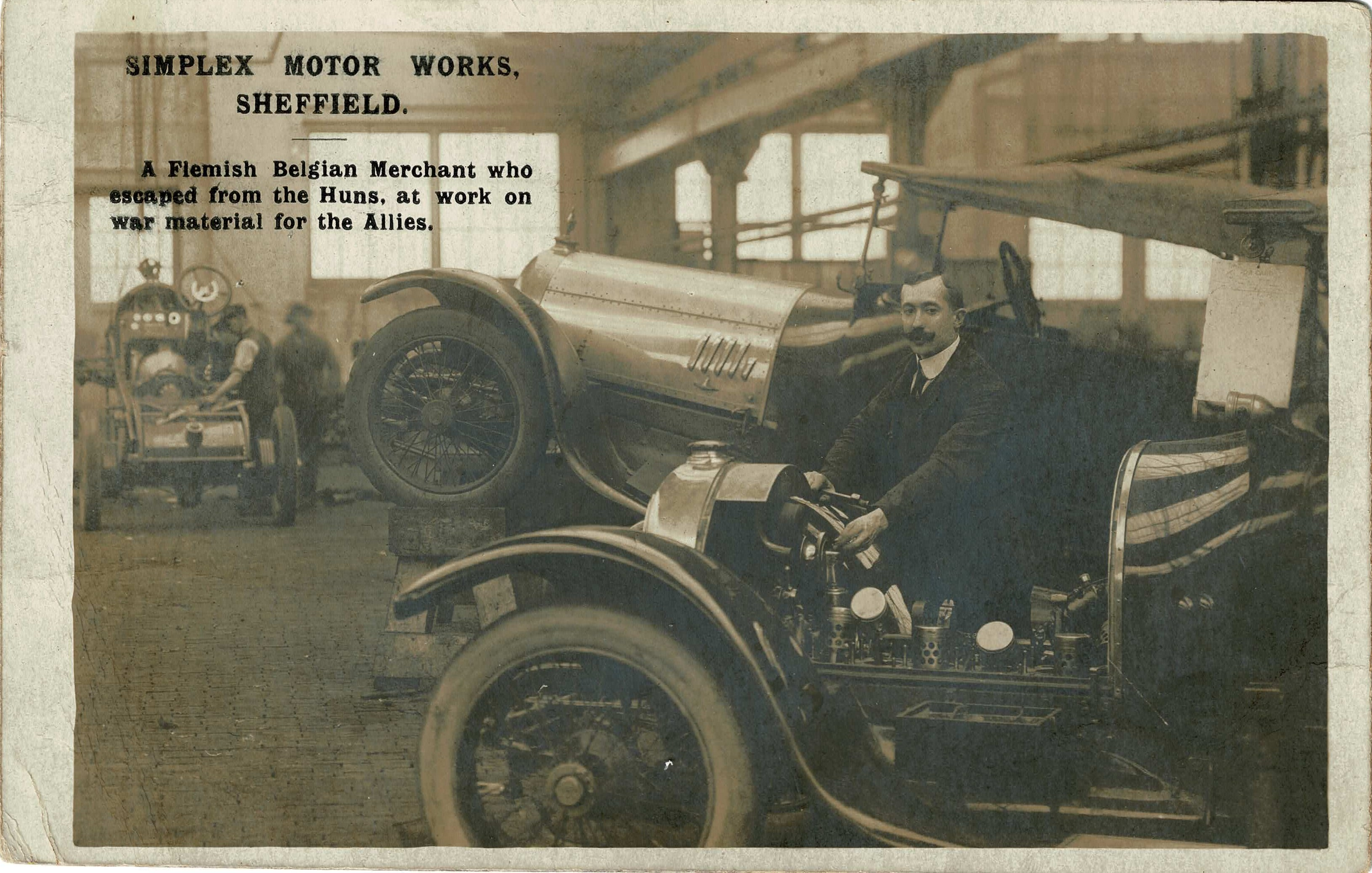
Oscar Lagrou in de werkplaats van Simplex Motorworks (Sheffield, UK, periode 1915-1916).

Na de zomer van 1920 keerde Oscar terug naar Gits. Hoekhuis 'De Engel', onder de kerktoren te Gits, was beschadigd door het oorlogsgeweld. In 1922 begon de restauratie van het woonhuis en de werkhuizen van de suikerij- en koffiebranderij Lagrou-Dewaele. De cichorei werd gedroogd in de eigen ast op de binnenkoer. In de werkhuizen werden de gedroogde cichoreibonen gebrand, gemalen en verpakt. In de loop van 1926 deponeerde Oscar Lagrou de merknaam 'Excelsior' voor dit afgewerkte eindproduct.

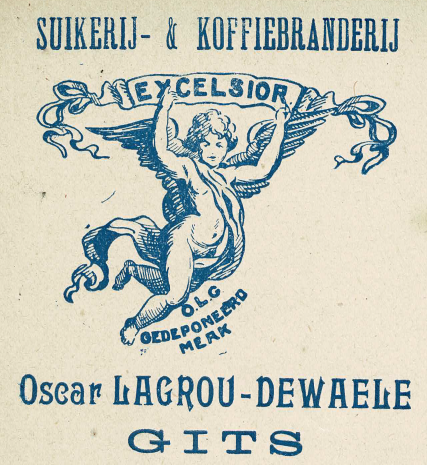
Logo van 'Suikerijbranderij' Excelsior

Op dinsdag 12 september 1922 trad Oscar in het huwelijk met Andrea Dewaele (Gits, 26 augustus 1894 - Roeselare, 12 oktober 1994). Andrea werkte mee in het bedrijf van haar echtgenoot en bleef haar ganse actieve leven gastvrouw van 'De Engel'. Andrea en Oscar kregen samen drie kinderen: Rosa (Gits, 1924), Luudgarde (Gits, 1926 - 2016) en Frank (Gits, 1928 - 2020). Oscar overleed op 58-jarige leeftijd na een periode van ziekte.
Vanaf 1903 tot aan het einde van zijn leven, met een onderbreking van 1914 tot 1921, was Oscar Lagrou gewoon bestuurslid van de Commissie van Openbare Onderstand te Gits. In de periode 1921-1922 was Oscar Lagrou ook bediende op het Bureel van Oorlogsschade te Hooglede, dat burgers hielp bij het opstellen en indienen van aanvragen voor vergoeding van oorlogsschade aan goederen en personen. Deze aanvragen werden behandeld door de Rechtbank van Oorlogsschade te Ieper, dat voorschotten toekende en vonnissen velde over het finale bedrag van de vergoedingen.

## K.S.V. De Bie
In 1913 organiseerde Oscar Lagrou samen met enkele gelijkgezinden voor de eerste maal het 'Kampioenschap van Vlaanderen voor Onafhankelijken', een ééndaagse wielerwedstrijd in en rond Gits voor renners in de categorie van de onafhankelijken. De winnaar van deze eerste editie, die gereden werd op zondag 14 september 1913, was Rumbekenaar Maurits Lefere. Na de onderbreking door de oorlog werd het 'Kampioenschap van Vlaanderen voor Onafhankelijken' opnieuw georganiseerd vanaf 1921. Op 8 mei van dat jaar stichtte Oscar Lagrou de Sportvereniging 'S.V. De Bie'. Oscar was voorzitter van de vereniging voor amateurwielrenners en werd bijgestaan door juwelier Marcel Compernolle (Gits, 1901 - Roeselare, 1987), die de taak van secretaris opnam.
Bij de verslaggeving van het jaarlijkse 'Kampioenschap van Vlaanderen' te Gits, was sportjournalist Karel Van Wijnendaele een vaak geziene gast bij Oscar Lagrou in 'De Engel'. Karel Van Wijnendaele werkte toen voor de sportkrant Sportwereld.